# Asarotos oikos

Asàrotos òikos, Аса́ротос о́йкос (ασάρωτος οίκος), Asaroton, «неприбранный пол», «неподметённая комната», «неподметенный пол» — иконография античных мозаичных полов, изображающая пол, покрытый остатками пиршества, объедками — включая рыбу, фрукты и другие фрагменты еды.

## История
Плиний Старший пишет, что эта иконография была придумана пергамским художником II до н. э. Сосом («Естественная история», XXXVI. LX.184):
«Самым знаменитым в этом роде искусства был Сос, который в Пергаме выложил так называемый асаротос ойкос, который называется так потому, что он из маленьких кубиков, окрашенных в разные цвета, воспроизвел, словно так и оставленные, остатки от трапезы на павиментах и все что обычно выметается».
Эта мозаика Coca была настолько знаменитой, что Стаций («Сильвы», I, 3, 55-56, описание виллы Манилия Вописка) говорит, что мозаичный пол (этой виллы) превосходит её новыми изображениями.
"Некоторые считают, что в содержании мозаики Coca отражены народные суеверия, согласно которым не полагалось после еды убирать остатки пищи, упавшие со стола, так как они предназначены для душ умерших, которые хотят не только есть, но и пить. Об этом веровании упоминает Афиней Навкратийский во II веке (X, 427). Что же касается Плиния, то он лишь констатирует, что во время еды «очень плохой приметой считается подметать пол, когда кто-то встает из-за стола».
Оригинальная мозаика Соса не была обнаружена, как и другие греческие образцы. Найдены только римские, в основном в Италии и в Тунисе.
Возможно, такие полы отмечали социальный статус владельца, впечатляющим качеством обманки, богатством и разнообразием изображенных блюд, возможностью «топтать» редкие экзотические деликатесы, часто импортированные за большие деньги.
Под влиянием религиозных или философских идей тема, вероятно, приобрела аллегорическое измерение: насколько еда эфемерна и в конечном итоге идет на выброс, аналогично и удовольствия и богатства жизни преходящи (ср. ванитас). Самый поздний пример мозаики этой иконографии был найден в византийской христианской базилике, построенной в VI или VII веке в Сиди-Абихе в современном Тунисе.

## Сохранившиеся образцы
Все датируются от конца I в. до н. э. до VI в. н. э.
- Мозаичист Гераклит. Мозаика в музее Грегориано Профано, украшала пол столовой виллы на Авентинском холме в Риме во времена императора Адриана (II в. до н. э.), найдена в 1833 году.[5]
- В музее Аквилеи
- Мозаика с изображением застолья (Шато Будри, 3-4 века, Восточное Средиземноморье)
- Три мозаики в музее Бардо
- Мозаика, найденная в доме Салониуса в Утине (современная Удна) в Тунисе.
- Мозаика, найденная в византийской христианской базилике в VI или VII веке в Сиди-Абихе в современном Тунисе.

## Влияние
В современном искусстве:
- Asaroton by Mags Harries[6][7] — паблик-арт в Бостоне (1976)
- Мозаика The Unswept Floor, The City of Boroondara in Melbourne[8]
- Еще примеры